# Gubernatorzy generalni Belize
Gubernator generalny Belize – formalnie najwyższe stanowisko polityczne w Belize. Gubernator jest reprezentantem monarchy brytyjskiego jako głowy państwa. Pod nieobecność suwerena (która trwa przez praktycznie cały czas, gdyż odwiedza on Belize sporadycznie), gubernator generalny wykonuje jego kompetencje. Co do zasady czyni to za radą rządu, jednak konstytucja określa sytuacje w których działa samodzielnie. Pierwszym gubernatorem generalnym została Elmira Gordon (która pełniła takie stanowisko jako pierwsza kobieta w którymkolwiek z Commonwealth realms), a obecnym jest Froyla Tzalam (która pełni takie stanowisko jako pierwsza Indianka w którymkolwiek z (Commonwealth realms).

## Lista gubernatorów generalnych Belize
- tymczasowo

| # | Imię i Nazwisko                  | Portret         | Kadencja          | Kadencja          | Monarcha                |
| # | Imię i Nazwisko                  | Portret         | Od                | Do                | Monarcha                |
| - | -------------------------------- | --------------- | ----------------- | ----------------- | ----------------------- |
| 1 | Elmira Minita Gordon (1930-2021) |                 | 21 września 1981  | 17 listopada 1993 | Elżbieta II (1981–2022) |
| 2 | Colville Young (ur. 1932)        |                 | 17 listopada 1993 | 30 kwietnia 2021  | Elżbieta II (1981–2022) |
| – | Stuart Leslie (ur. 1964)         |                 | 1 maja 2021       | 27 maja 2021      | Elżbieta II (1981–2022) |
| 3 | Froyla Tzalam (ur. 1971)         |                 | 27 maja 2021      | 8 września 2022   | Elżbieta II (1981–2022) |
| 3 | Froyla Tzalam (ur. 1971)         | 8 września 2022 | nadal             | Karol III (2022–) |                         |